# گکوهای آفتاب‌پرست
گکوهای آفتاب‌پرست (نام علمی: Eurydactylodes) نام یک سرده از تیره دوگانه‌انگشتان است.